# Zhongdu (Yuandynastin)
Inte att förväxla med Jindynastins Zhongdu
Zhongdu (元中都; Yuán Zhōngdū) var en kortvarig huvudstad för den mongol/kinesiska Yuandynastin i början på 1300-talet. Zhongdu är placerade knappt 20 km öster om sjön Anguli Nur och 15 km norr om Zhangbei i nordvästra Hebei på den historiska vägen mellan Khanbalik (dagens Peking) och Mongolernas kärnområde.
Staden uppfördes av Külüg khan (r. 1307–1311) som var en stor slösare av statens resurser och älskade lyx. Külüg khan avled efter fyra år på tronen, och Zhongdu blev aldrig helt färdigställd. Zhongdu hade liknande status som samtida Khanbalik och Xanadu.
I dag finns stora delar av stadsmuren och palatsets fundament bevarat. Staden och palatset hade stora likheter med Songdynastins tidigare huvudstad Kaifeng.